# Lesiska
Lesiska (do 1945 niem. Reichwalde) – wieś w Polsce, położona w województwie warmińsko-mazurskim, w powiecie elbląskim, w gminie Godkowo, w historycznym regionie Prus Górnych.. 
W latach 1975–1998 wieś administracyjnie należała do województwa elbląskiego.